# 明日香、来到日本
《明日香、来到日本》是GAINAX制作的日本电视动画《新世纪福音战士》的第八集，由庵野秀明和榎戶洋司编剧，鹤卷和哉执导，于1995年11月22日首次在东京电视台播出。该剧的背景设定在一场名为“第二次冲击”的全球性灾难发生15年之后，主要以一座名为第三新东京市的未来主义要塞都市为舞台。主角是十几岁的少年碇真嗣，他的父亲碇源堂将他招募到NERV组织，并命令其驾驶巨型人型机甲“Evangelion”（俗称：EVA），跟敌人“使徒”战斗。在这一集中，介绍了作为EVA二号机专属驾驶员的女孩，惣流·明日香·蘭格雷。在遭到第六使徒Gaghiel的袭击后，明日香与真嗣一起搭乘EVA二号机合作击败了使徒。
按照导演庵野的构思，在前几集充满内省和心理要素的氛围之后，想通过《明日香、来到日本》为本剧带来一种轻松的气氛。曾与庵野合作过《冒險少女娜汀亞》并以其作品的幽默著称的樋口真嗣担任了分镜的绘制，为故事赋予了喜剧色彩。在这一集中，制作团队将几款现实世界中的载具搬到了故事中，并融入了对威廉·莎士比亚戏剧和GAINAX早期作品的文化致敬。
该集首播在日本电视上获得了7.6％的收视率，受到观众和评论家的广泛好评。评论家们对该集的幽默桥段和动作场面，以及明日香这一角色的引入持普遍赞赏，并将其评为本系列剧中最好的剧集之一。

## 剧情
在准军事特殊机构NERV的葛城美里带领下，碇真嗣和他的朋友铃原冬二以及相田剑介一起搭乘直升机前往一支正在航行中的聯合國軍航空母舰战斗群。该舰队正在运送一架名为EVA二号机的巨型机甲、及其来自德国的专属驾驶员惣流·明日香·兰格雷前往日本，而负责护送任务的是美里的前男友加持良治。就在此时，名为Gaghiel的第六使徒以巨大水生生物的姿态现身，并开始袭击舰队。明日香当下决定带着真嗣坐上二号机，迎击使徒。然而作战开始没多久，二号机就被Gaghiel拖入水中。为此，葛城制定了一个计划，通过两艘沉入水中的战舰在极近距离对水下的使徒开炮来杀死Gaghiel。这一作战最终成功。在本集的最后，加持良治将名为亚当的胚胎状生物交给NERV指挥官碇源堂，而明日香则转入了真嗣所在的班级。

## 制作
GAINAX工作室的工作人员在1993年制作了一份名为《企划书》的《新世纪福音战士》的介绍文档，其中就确定了《明日香、来到日本》这一集的基本情节。当时这份文档中描述了第八集将在“航空母舰甲板上进行的战斗”中展开。当时工作人员最初将这一集命名为《明日香、晨间到来》，后来将其更改为双标题《明日香、来到日本》（アスカ、来日）和《Asuka Strikes!》。庵野秀明和榎户洋司共同编写了这一集的剧本，鹤川和哉负责本集导演，樋口真嗣担任分镜绘制；大塚雅彦担任助理导演，而本田雄担任首席动画师。动画制作团队还包括松原秀典、吉成曜和增尾昭一，而前田真宏和担任角色设计师。

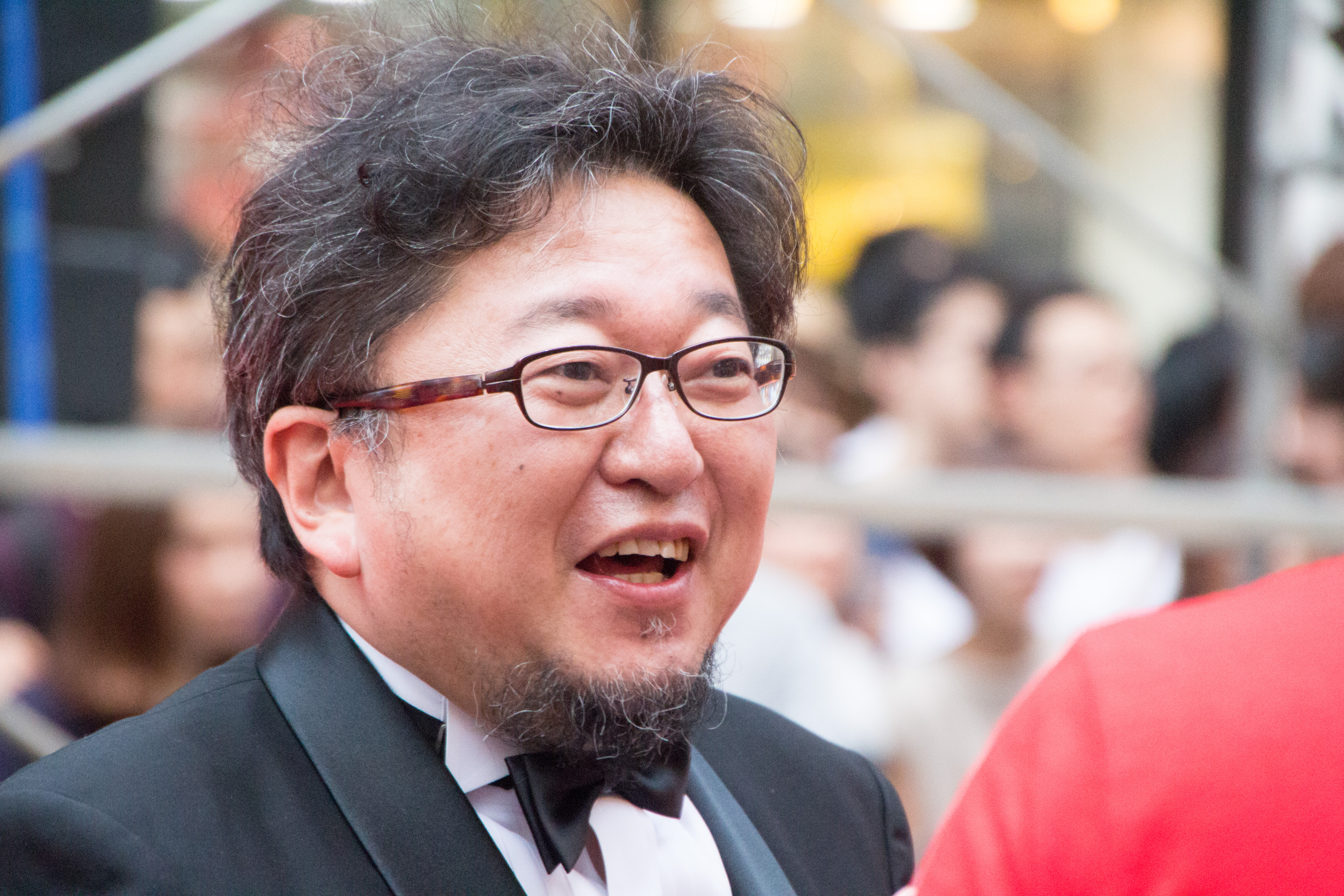
樋口真嗣为《明日香、来到日本》绘制了分镜

《新世纪福音战士》前六集的沉重的氛围让制作人员倍感压力，以至于精疲力竭。因此，导演庵野秀明决定从第七集和第八集开始调整整个剧集的剧情氛围，使其更加轻松。
随后，庵野在这两集中引入明日香这一角色，并将她塑造成阳光开朗的女孩以舒缓原本压抑的剧情氛围。然而，与剧集最后几集的处理方式不同，他并没有重新评估这个人物形象，也没有进行铺垫。导演最初“并没有完全把握住这个角色”，但通过反复出现的台词“你是傻瓜吗？”（或者）和“机会来了！”（チャ～ンス！）（这些都是在《明日香、来到日本》这一集中首次出现），明日香的形象逐渐生动起来。庵野还表示，在编写这一集的剧本时，一时忘记了绫波零这个角色。由于对绫波这个角色并没有特别的亲近感，所以他没有在本集的某个场景中将她的形象容纳进来。
在这一集的制作中，樋口真嗣的贡献尤为重要。他之前曾参与过《冒險少女娜汀亞》（同样是由本剧导演庵野秀明执导）的制作，以作品中幽默的角色而出名。与之前的作品相似，樋口为这一集注入了一种青少年和搞笑的氛围。由于这些相似之处，制作团队将《明日香、来到日本》和之后的第九集一起称为“岛屿篇”，以纪念与之同名的《冒險少女娜汀亞》中的剧集。制作人员还在这一集中使用了经典喜剧动漫中常见的搞笑图形符号。
在制作团队最初的设想中，本该与二号机在海上战斗的使徒是Sachiel，但这个构想最终被搁置。之后，二号机的对手改为Gaghiel，而Sachiel则在第一集中登场。本剧的官方胶片手稿中指出，Gaghiel与军舰之间的战斗在现实中是不可能实现的。根据手稿的说法，GAINAX在制作中倾向于忽略冲突的逼真性，从而以此寻求观众的情绪宣泄。
参照最原始剧本中的设计，本应使用三艘军舰对使徒进行炮击，但在最终版本中只使用了两艘。《明日香、来到日本》还描绘了现实中存在的多种军用载具，如苏-27战斗机或Su-33戰鬥機（原文为“Su-27”，但剧中出现的舰载机应为Su-33）、雅克-38戰鬥機、EA-6徘徊者式電子作戰機、E-2空中預警機以及Mi-2直升機等。此外，本集中出现的一架被称作Mi-55D的直升机是专为该剧集设计的，现实世界中并不存在。

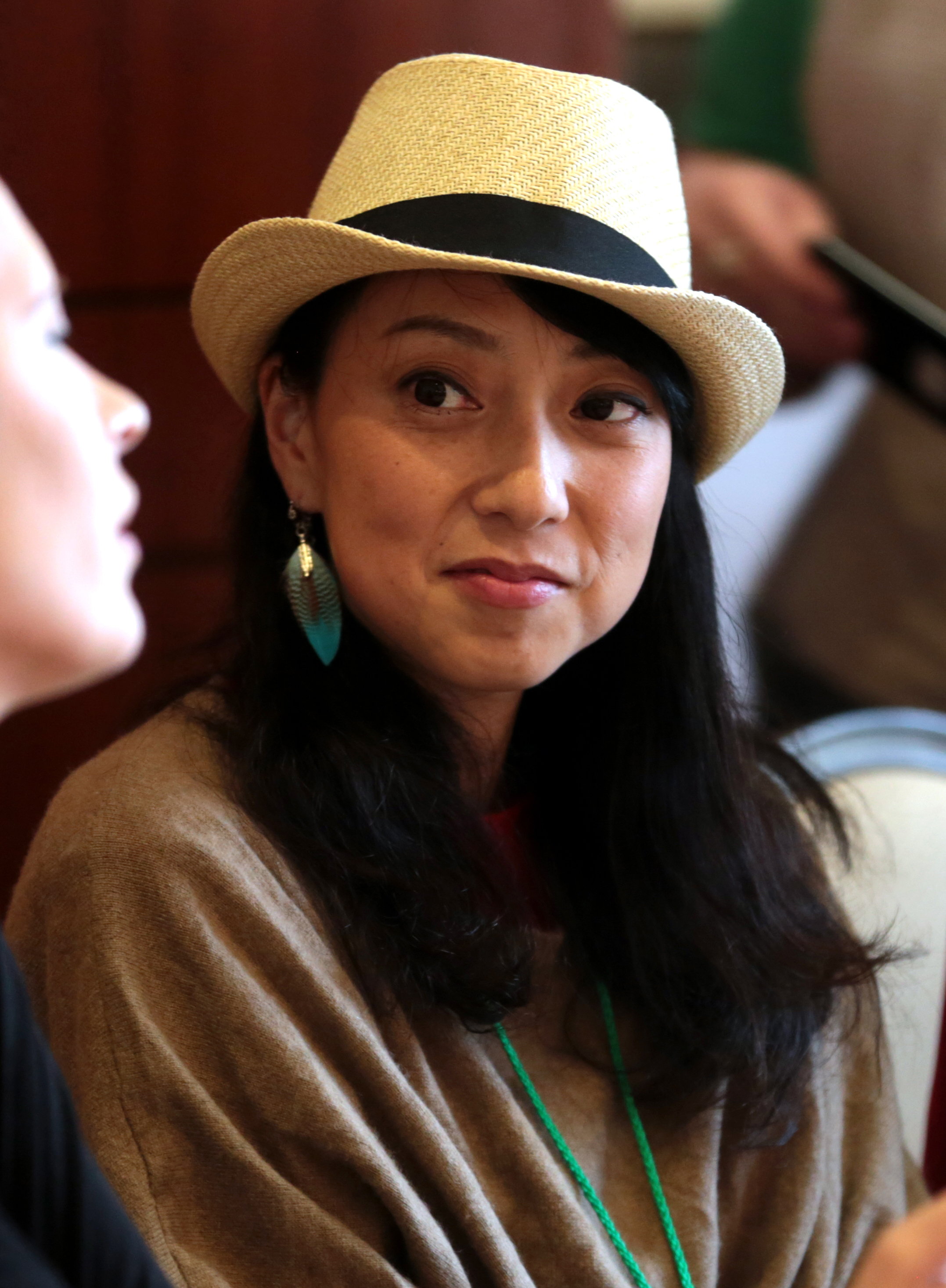
宫村优子为本集首次登场的明日香这一角色配音。

制作人员在实际创作过程中插入了一些德语技术术语作为演员的台词，例如bewegung（运动）、nerven anschlussess（神经连接）、anslösung（连接）、rinkskleidung（团队服装）等。明日香的配音演员宫村優子曾为此在语言学校上课练习德语，后来才发现剧中出现的这些台词都是专业术语。当她向以德语为母语的老师寻求建议时，老师也表示不理解这些术语。西村知道和山野井仁则为航空母舰“彩虹之上”号（Over The Rainbow）的舰长和副舰长配音。该集还编写了一段出现在背景中的电台节目，由西村知道、山口由里子和三石琴乃分别为节目中的角色配音。而歌手Aya则以巴萨诺瓦风格演唱了这一集的片尾曲《Fly Me To The Moon》。

## 文化参考和主题

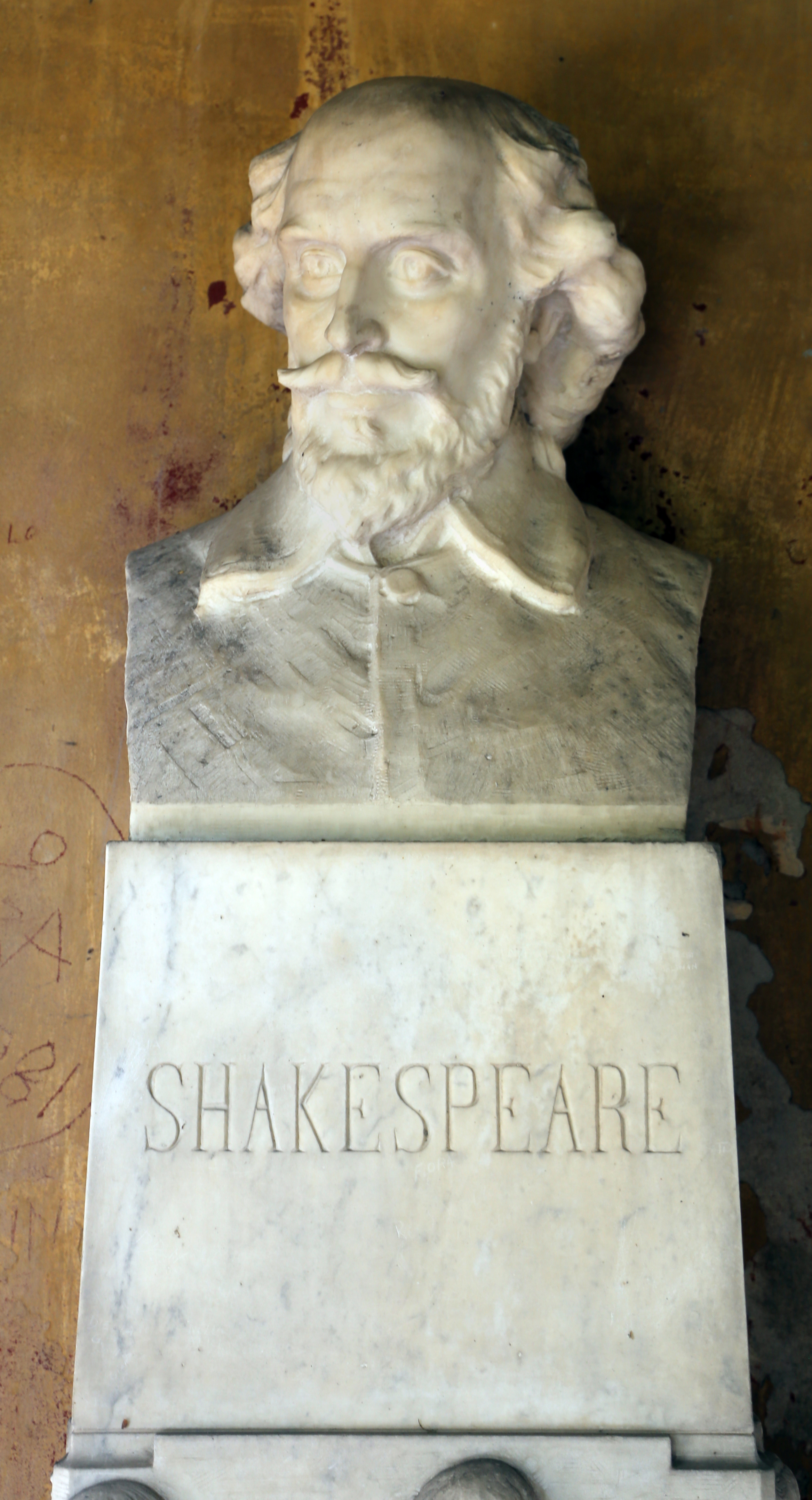
联合国舰队中的船只名称都出自威廉·莎士比亚的作品

美国尼米茲級核動力航空母艦“哈里·S·杜鲁门”号出现在这一集中，为了向《绿野仙踪》中的歌曲致敬，被改名为“彩虹之上”号。此外，这一集中还出现了美国衣阿华级战列舰“伊利诺伊”号（BB-65）、“肯塔基”号（BB-66）、提康德罗加级导弹巡洋舰“提康德罗加”号（CG-47）、阿利·伯克級驅逐艦“拉梅奇”号，以及苏联基辅级航空母舰“新罗西斯克”号、庫茲涅佐夫元帥級航空母艦“库兹涅佐夫”号、战列巡洋舰“基洛夫”号、驱逐舰“无畏”号，还有日本“金刚”号护卫舰、太刀風級護衛艦、旗風型護衛艦、朝霧型護衛艦以及筑后级护卫舰等。此外，舰队内互相沟通时使用的舰只代号，包括“奥赛罗”、“辛白林”、“泰特斯·安特洛尼克斯”以及“暴风雨”等，均源自威廉·莎士比亚的剧作标题。
在与Gaghiel的战斗中提到了通海阀；这是一种用于给船体注水的特殊阀门，位于一些老旧船只的船尾。GAINAX之前在原创视频动画《飞跃巅峰》中也提到了同样的装置。在这一集的结尾，碇源堂将使徒亚当描述为“第一个人类”，可以视作是向《冒險少女娜汀亞》中类似的场景致敬。对于《世界正在观看》的作者丹尼斯·雷德蒙德来说，“彩虹之上”号上的舰队司令也是对《冒險少女娜汀亞》的一种致敬。他认为，《明日香、来到日本》这一集“成功地拼贴了从《白鲸记》到《大白鲨》的所有经典海洋冒险故事”。本剧的日本家庭录像带中负责一些额外内容编辑的小黑裕一郎指出，从《明日香、来到日本》这一集开始，本剧以积极的眼光描绘了主人公及其人际交往。在这一集中，真嗣和明日香合作击败了使徒，从而开启了本剧的动作篇。与前几集相比，本集以极大的积极性、大量的动作和幽默为特点。Anime News Network的尼克·克里默也指出，在明日香首次亮相后，《新世纪福音战士》就开启了「每周打一怪」的模式。

## 评价
《明日香、来到日本》于1995年11月22日首次在日本电视台播出，获得了7.6%的收视率。1996年，它在Animage的Anime Grand Prix中“最佳动画剧集”排行榜上排名第19位。还有基于这一集的一系列官方商品发布。
该集受到了评论家和评论员的积极评价，他们赞扬了剧集的导演、剧情、幽默、动作和明日香的引入。Digitally Obsessed网站的评论家乔尔·坎宁安（Joel Cunningham）赞扬了《明日香、来到日本》，称其为“整个系列中最有趣的一集”；坎宁安特别喜欢真嗣和明日香之间“搞笑”的关系，他说：“一个伟大角色的出色介绍以及非常有趣的对话，使这一集成为迄今为止该剧集中的亮点之一。”Film School Rejects网站的麦克斯·科维尔（Max Covill）将该集列为该剧集中最好的几集之一，他说：“以明日香为中心的剧集通常是质量出色的标志，而这一集非常有趣”。他还赞扬了第一场景，其中将明日香绘制成暗影，给新角色带来了一种神秘感。Animation Planet杂志的约翰·比姆（John Beam）对《明日香、来到日本》这一集给予了积极的评价；他还赞扬了该剧集的“杰出人物塑造、动画和戏剧表现”。
Animé Café网站的日本评论家永富昭夫（Akio Nagatomi）对该集持否定态度。他批评了明日香和加持的引入，称他们是典型的陈词滥调般的角色，并批评了用“像《歌剧魅影》中一样的披风”来引出EVA二号机的登场。这位评论家特别批评了明日香、剧本以及剧情和场景的细节，他认为这些都不尽真实。尽管如此，他赞扬了导演的拍摄手法，称“这部作品确实有连贯性；其他很多作品都无法这样形容”。Looper网站的汤普森·史密斯（Thompson Smith）将Gaghiel描述为《新世纪福音战士》中相对无趣的使徒之一；据史密斯说，这个使徒仅在明日香首次亮相时给她设置了一个需要解决的难题，“除此之外没有任何重要性”。Comic Book Resources的西奥·科戈德（Theo Kogod）批评了明日香在首次出场时的行为；他对明日香因裙子被海风吹起而扇了冬二、健介和真嗣耳光的场景持负面评价。由于天气（指海风）并不是男孩们所能控制的，科戈德认为明日香的行为显得“反应过度”。
该集中，以明日香的打耳光的声效配合剧集标题出现的片段受到了赞赏。作家藤井和久（Kazuhisa Fujie）和马丁·福斯特（Martin Foster）在他们合著的《新世纪福音战士》非官方指南中表示，自从明日香在第八集首次亮相以来，她的口头禅“你是傻瓜吗？”成为了非常受欢迎的一句台词。Screen Rant网站的亚当·比奇（Adam Beach）将EVA二号机与Gaghiel的战斗列为《新世纪福音战士》中最好的战斗之一。比奇称赞了这场战斗的“有趣编排”，称这一桥段因明日香的出场和海军舰队大场面而“令人难以忘怀”。他的同事杰克·卡梅伦（Jack Cameron）也表达了类似的观点，而SyFy Wire网站的丹尼尔·多克里（Daniel Dockery）同样将这场战斗列为《新世纪福音战士》中最佳的“非沮丧时刻”之一。
《Newtype》杂志称赞了该集的绘画和明日香的面部表情。Kotaku网站的亚历克斯·沃克（Alex Walker）将《明日香、来到日本》列为《新世纪福音战士》中最好的剧集之一。Multiversity Comics网站的马修·加西亚（Matthew Garcia）认为该剧集对于明日香在团队中的处理很有趣。Comic Book Resources网站的安东尼·格拉莫利亚（Anthony Gramuglia）认为，与前七集中真嗣给人带来的不安相比，明日香是一个令人耳目一新的角色，她为剧集注入了“巨大的喜悦”。据他所言：“她改变了剧集，提供了多样化的视角，使剧情变得更加生动起来”。Crunchyroll网站的评论家Noelle Ogawa也写道：“从她在航空母舰上自信的亮相，到在鲜红的EVA中强势而带有侵略性的战斗风格，她的每次出场都令人愉悦。”IGN网站的杰米玛·塞巴斯蒂安（Jemima Sebastian）将《哥斯拉大战金刚》（2021年上映的电影）中船上的金刚遭到水下的哥斯拉袭击这一幕与EVA二号机同Gaghiel之间的战斗进行了比较，称前者可能是对《明日香、来到日本》这一集的一种致敬。

## 脚注
- 本条目部分摘自EVA百科中的《新世纪福音战士》第八集 （页面存档备份，存于），发布知识共享为署名-相似共享3.0(未移植)(CC-BY-SA 3.0)（页面存档备份，存于互联网档案馆）。